# Bakh (Caravaggio)
Bakh (približno 1595) je oljna slika italijanskega baročnega mojstra Michelangela Merisisa da Caravaggia (1571–1610), ki jo je naročil kardinal Del Monte. Na sliki je prikazan mladosten Bakh, ki je na klasičen način prikazan z grozdjem in vinskimi listi v laseh in se  oprime vrvice svoje ohlapno odete halje. Na kamniti mizi pred njim je posoda s sadjem in velika karafa rdečega vina. Drži plitvo čašo istega vina in povabi gledalca, da se mu pridruži. Slika je trenutno v galeriji Uffizi v Firencah.

## Predmet
Bakh, znan tudi kot Dioniz, je bil grški bog vina, alkohola, rodovitnosti in gledališča . Znan je kot  vesel in prijazen do tistih, ki ga občudujejo, vendar krut in nagajiv do tistih, ki ga kritizirajo . Prizore iz grške mitologije so pogosto našli v zasebnih prostorih aristokratov. Klasične slike so bile uporabljene za prikaz interesov pokroviteljev ali zmagovalcev. Mecen je morda cenil lepše stvari v življenju in Bakha videl kot popolno alegorijo za bogastvo in preobilja.

## Interpretacija
Caravaggio ne poskuša prikazati le Bakha, ampak tudi fanta, oblečenega kot Bakh. Je čutni prizor, ki gledalca vabi, da podleže svojim čustvenim željam. Fant je mladosten in čeden, okrogel, a mišičast. Komaj se trudi, da bi obdržal svojo obleko, ko sili gledalca, da se mu pridruži s sugestivnim pogledom v oči. V košari je razpočeno granatno jabolko, pa tudi gnilo jabolko. Caravaggio uporablja te elemente, da namigne na temo Vanitas (simbolno umetniško delo, ki prikazuje minljivost življenja, brezplodnost užitka in gotovost smrti, pogosto kontrastni simboli bogastva in simboli efermeralnosti). Mladost in užitek sta minljiva. Vse mora podleči smrti in gniti. Možno je tudi, da gnilobe jabolka preprosto predstavljajo fermentacijo, kar kaže ne le na to, da je strjevanje dobesedno gniloba, ampak tudi, da nepravilni načini trpljenja vodijo v poosebljenje gnilobe.
Homoerotičnost, ki jo čutimo na sliki, bi lahko Caravaggio aludiral na lastna romantična čustva do mladega modela na sliki. V 16. stoletju homoseksualni odnosi z mladimi fanti niso bili obsojeni. Številni Caravaggio pokrovitelji in prijatelji umetniki so zatiskali oči pred njegovim vedenjem in še naprej podpirali njegovo delo. Umetnostni zgodovinar Donald Posner je menil, da homoerotičnost na sliki pravzaprav aludira na spolnost kardinala Del Monteja in njegove odnose z mladimi fanti, ki so se vrstili v njegovem notranjem krogu.

## Naročilo
Bakh je bil naslikan kmalu po tem, ko se je Caravaggio pridružil gospodinjstvu svojega prvega pomembnega pokrovitelja, kardinala Del Monteja in odraža humanistične interese kardinalovega izobraženega kroga. Caravaggio se je leta 1596 preselil v Palazzo Madamo in pet let ostal kardinalov gost . Del Monte se je navdušil za umetnost in od Caravaggia je zahteval več slik, vključno z Meduzo. Kardinal je bil ljubitelj klasične grške mitologije in je uporabljal alegorične podobe, da je poudaril svoje znanje o umetnosti, glasbi in gledališču. Kardinal je daroval Bakha in Meduzo družini Medici in od nekdaj ostajata v Firencah . Zgodnja podpora in vodenje Del Monteja je Caravaggiu prineslo bogastvo in prepoznavnost, zaradi česar je postal eden njegovih najpomembnejših zavetnikov .

## Model
Model Bakha je bil morda Caravaggiov učenec in ljubimec Mario Minniti, ki ga je uporabil kot model v sliki glasbeniki, Deček s košaro sadja, Vedeževalka, Igralka na lutnjo in Klicanje sv. Mateja. Špekulirali so, da naj bi bila zveza Caravaggio in Minnit spolna. Za slike, ki jih je modeliral, je mogoče videti, da imajo homoerotično kakovost. Zlasti pri Bakhu ležeči model povabi gledalca na prizor s kozarcem vina in košaro zrelih sadežev, medtem ko mu oblačilo zdrsne . Caravaggio je bil znan po uprizoritvah prizorov, vključno z modeli in slikanju v kostumih, odpravljal je potrebo po skiciranju prizora, preden je nanesel barvo na platno .
Nekateri kritiki, na primer Giovanni Baglione, so menili, da je Caravaggio uporabil kot model sebe. V letu 1595 bi bil star štiriindvajset let in lahko bi igral svoje mladostne lastnosti tega dela. Bakh vino ponuja z levo roko, kljub očitnemu trudu, ki ga to povzroča modelu. To je povzročilo špekulacije, da si je Caravaggio pri delu pomagal z ogledalom in odpravljal potrebo po risanju. Menijo, da Caravaggio ni mogel naslikati človeške figure brez modela pred seboj.

## Kritike
Slikar in Caravaggiov tekmec, Giovanni Baglione je verjel, da je ta slika Bakha pravzaprav avtoportret. Trdi, da je Caravaggio med slikanjem prizora postavil ogledalo pred seboj . Baglione velja za del Caravaggistov, skupine umetnikov in poznavalcev umetnosti, ki je sledila Caravaggiu in poskušala braniti in celo posnemati njegov slog. Čeprav je Baglione oponašal Caravaggiov slog, ga je sovražil. Napisal je celo grozljiv življenjepis Caravaggia. Oba umetnika sta se ljubila in ves čas obtoževala drug drugega za neprimerno vedenje . Menijo, da je bilo Baglionejevo sovraštvo rezultat ljubosumja, zato ga je Caravaggio obtožil, da portretirancev ni mogel slikati brez modela. Trdi, da Caravaggio ni imel talenta, da bi si v mislih pričaral popolna bitja in jih prenesel na platno .

## Druga različica
Mladi bolni Bakh (približno 1593) je še ena slika Bakha, ki jo je Caravaggio naredil za družino Borghese. Verjame se, da je model tega portreta enak model, ki je bil uporabljen v Bakhu (približno 1595). Za razliko od poznejše različice je tu Bakhova koža videti zlatenična, njegovo telo pa nameščeno stran od gledalca. Ponovno ni jasno ali je model sam Caravaggio ali njegov učenec Mario Minniti. Ta različica kaže Caravaggiovo zanimanje za tenebrizem. Ozadje ostane temno, medtem ko je objekt videti, kot da je pod reflektorjem, kar ustvarja dramatičen učinek, ki gledalca prisili, da se osredotoči na en vidik scene. Za razliko od poznejšega Bakha se ta upodobitev osredotoča na propadanje Bakha samega, ne pa na propadanje dekadence.